# 八幡新田站
八幡新田站（日语：／ Yawata-Shinden eki */?）是一個位於日本愛知縣東海市加木屋町，屬於名古屋鐵道（名鐵）河和線的鐵路車站。車站編號為KC04。

## 車站構造
相對式月台2面2線的地面車站，月台可容納6卡車廂。
| 月台 | 路線   | 上下行 | 方向                   |
| ---- | ------ | ------ | ---------------------- |
| 1    | 河和線 | 下行   | 河和、內海方向         |
| 2    | 河和線 | 上行   | 太田川、名鐵名古屋方向 |

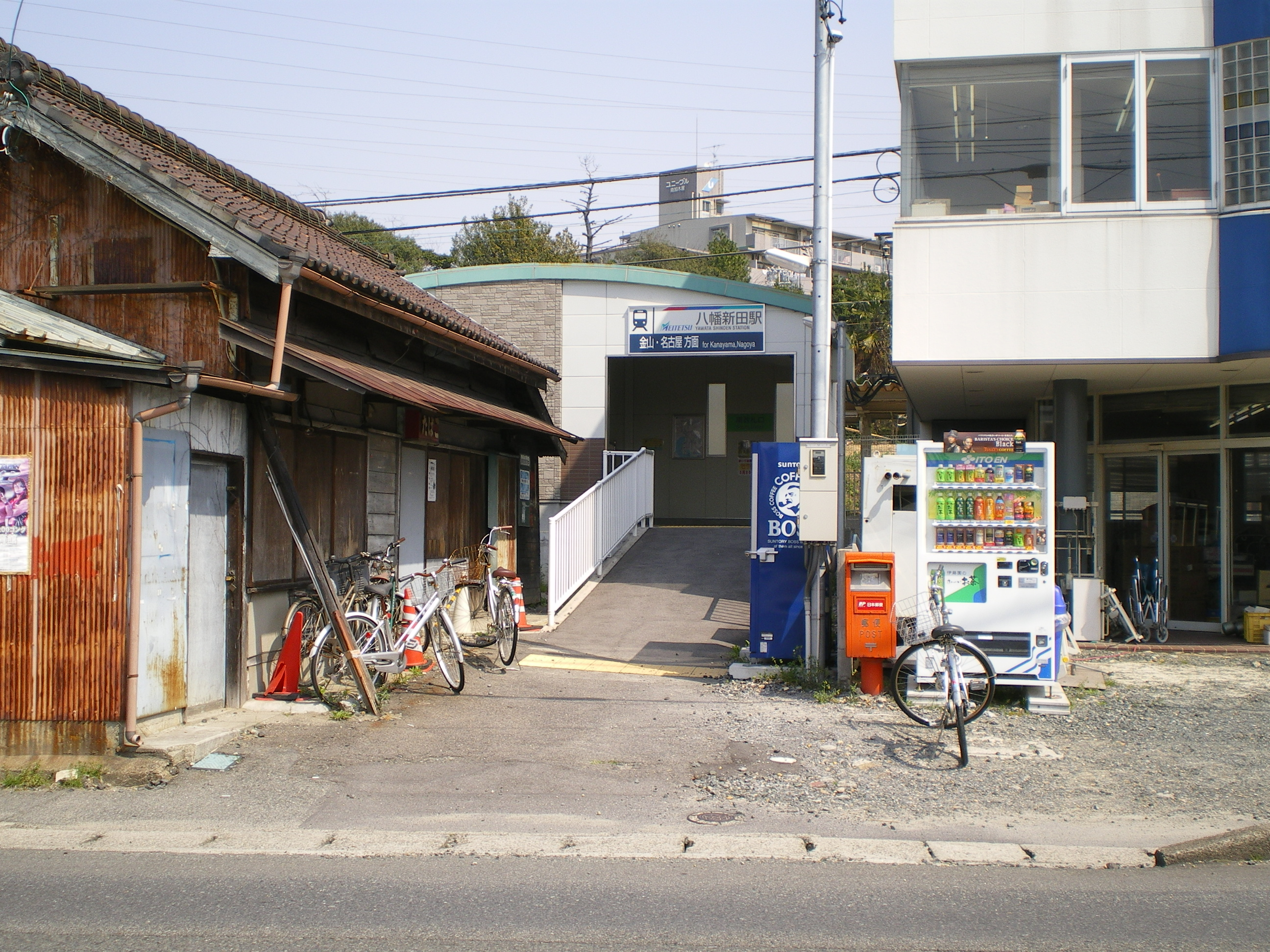
南閘口（太田川方面）
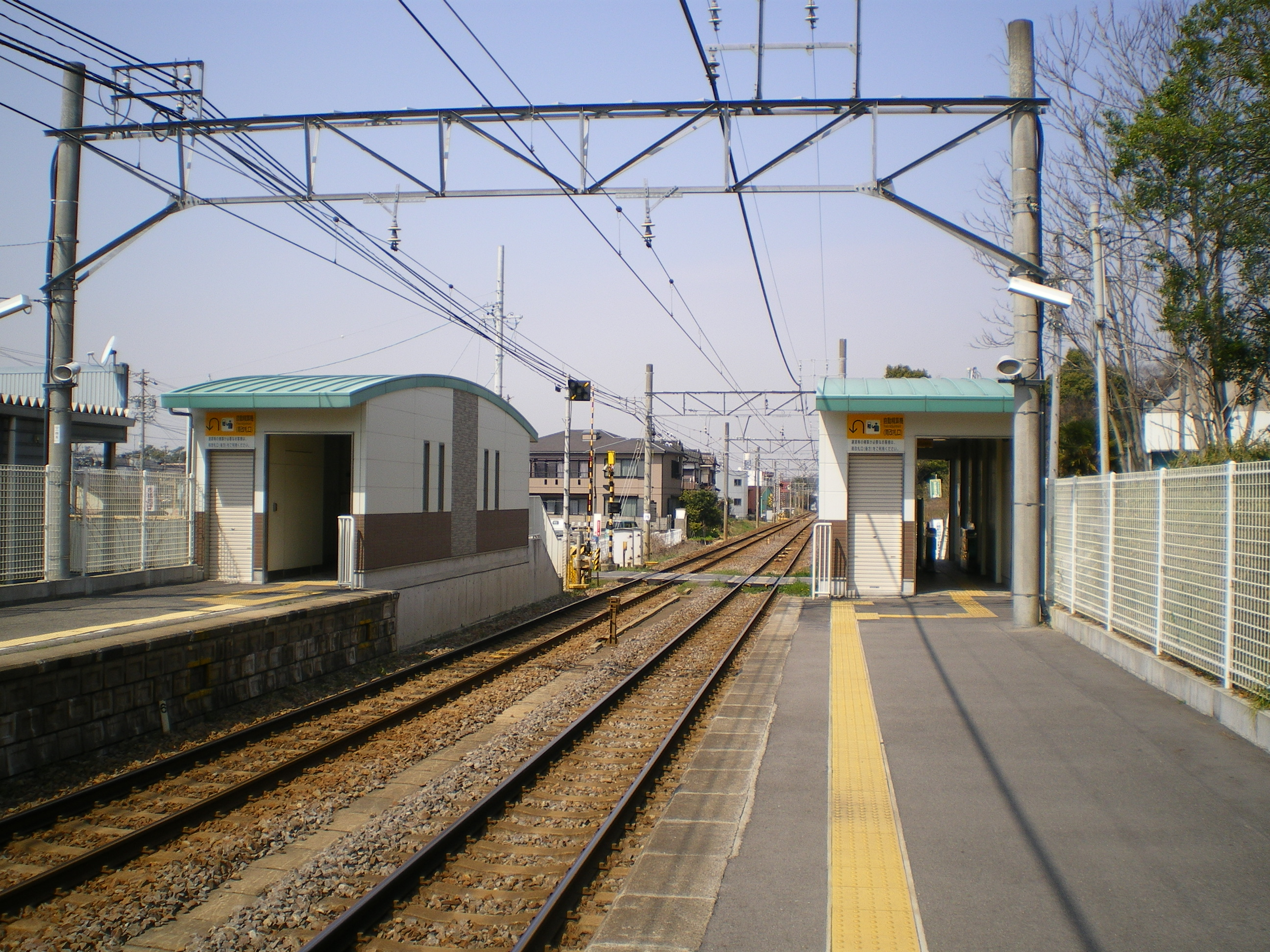
北閘口

### 配線圖
| ← 太田川、 名古屋方向 | 八幡新田站 站內配線略圖 | → 知多半田、 河和方向 |
| 图例 参考文献：       |                         |                       |

## 使用狀況
- 在中提及在2013年度，當時1日平均上下車人次為7,802人，在名鐵所有車站（275站）排名第51，河和線、知多新線（24站）中排名第3[3]。
- 在中提及在1992年度，當時1日平均上下車人次為9,167人，除岐阜市內線均一車費區間內各站（岐阜市內線、田神線、美濃町線徹明町站至琴塚站之間）外名鐵所有車站（342站）中排名第47，河和線、知多新線（26站）中排名第4[4]。
- 根據東海市的統計資料中，在2017年度1日平均上下車人次為8,244人[5]。在河和線車站中，僅次於太田川站和知多半田站，為第3多人次使用的車站。以下為近年1日平均上下車人次的列表。

| 年度               | 1日平均 上下車人次 |
| ------------------ | ------------------ |
| 2009年（平成21年） | 2,256              |
| 2010年（平成22年） | 2,168              |
| 2011年（平成23年） | 2,166              |
| 2012年（平成24年） | 2,225              |
| 2013年（平成25年） | 2,341              |
| 2014年（平成26年） | 2,363              |
| 2015年（平成27年） | 2,407              |
| 2016年（平成28年） | 2,401              |
| 2017年（平成29年） | 2,486              |
| 2018年（平成30年） | 2,605              |

## 相鄰車站
名古屋鐵道
 河和線
■特急、□快速急行、■急行、■準急
通過
■普通
南加木屋（KC03）－八幡新田（KC04）－巽丘（KC05）

## 外部連結
- 八幡新田 - 名古屋鐵道